# Dionizy Bek
Dionizy Bek (mylnie Beck, ur. 19 października 1865 w Pułtusku, zm. 25 kwietnia 1907 w Zakopanem) – polski publicysta i działacz społeczny.

## Życiorys
Ukończył studia na Politechnice Ryskiej i przeniósł się do Warszawy, gdzie pracował jako urzędnik kolejowy. W tym czasie podjął współpracę z Dziennikiem Świątecznym, gdzie publikował swoje pierwsze teksty. Zachorował na gruźlicę, w związku z czym, by zmienić klimat, przeniósł się w 1897 do Zakopanego. Pracował w firmie Humus, jako akwizytor. Wstąpił do Polskiej Partii Socjalistycznej i rozpoczął działalność polityczną zgodną z linią programową tej organizacji. Działał również społecznie. Piastował m.in. stanowiska prezesa Towarzystwa Szkoły Ludowej, wiceprezesa Czytelni Zakopiańskiej i prezesa Towarzystwa Rzemieślniczego Gwiazda. Udzielał się w Towarzystwie Uniwersytetu Ludowego, Związku Przyjaciół Zakopanego, Bratniej Pomocy, Towarzystwie Pożyczkowym, Towarzystwie Gimnastycznym Sokół oraz Towarzystwie Wyższych Kursów Wakacyjnych. Mimo że nie uprawiał taternictwa (słabe zdrowie), to był współzałożycielem Sekcji Turystycznej Towarzystwa Tatrzańskiego. Był też współinicjatorem i członkiem Komitetu Wykonawczego wystawienia pomnika Tytusa Chałubińskiego w Zakopanem. W 1899 założył (razem z Tomaszem Janiszewskim, Walerym Eljaszem-Radzikowskim i Stanisławem Eljaszem-Radzikowskim) Przegląd Zakopiański. Od 1900 do 1903 kierował tym pismem, choć formalnie był tylko kierownikiem literackim. We współpracy ze Stefanem Żeromskim przekształcił Czytelnię Zakopiańską w publiczną bibliotekę (1904). Należał do bliskich przyjaciół Żeromskiego, jak również Kazimierza Dłuskiego i Stanisława Witkiewicza (potem został powinowatym tego ostatniego). Pochowany został na Pęksowym Brzyzku (sektor L-III-23).

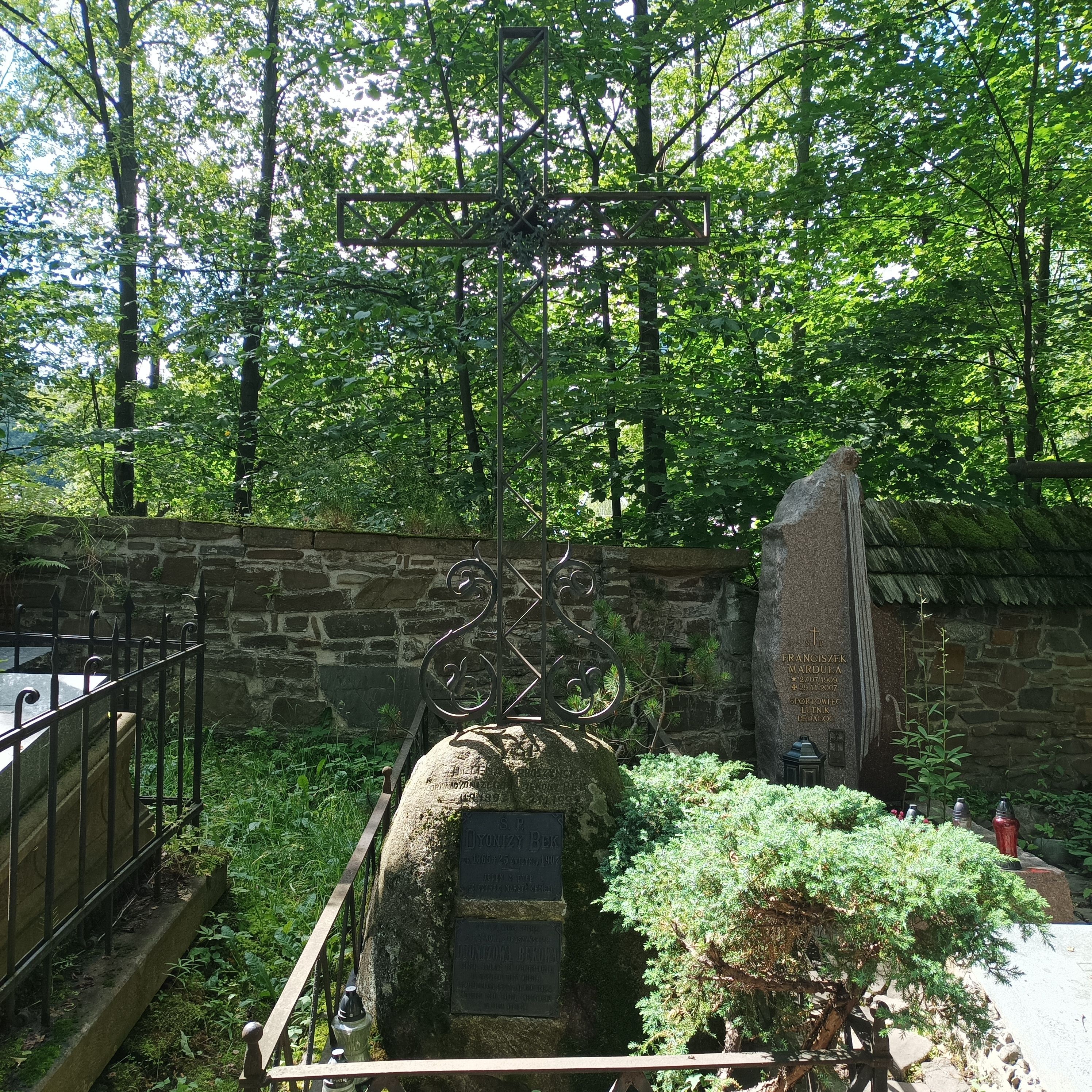
Grób Dionizego Beka na Cmentarzu Zasłużonych na Pęksowym Brzyzku

## Twórczość
Jako publicysta angażował się, często stanowczo, w sprawy miejskie Zakopanego, przyszłość turystyki tatrzańskiej, propagowanie stylu zakopiańskiego. Walczył z konserwatywną Radą Gminną, w tym poglądami Andrzeja Chramca (spór został opisany przez Stanisława Witkiewicza w esejach zatytułowanych Bagno).

## Rodzina
Był stryjem Józefa Becka (ministra spraw zagranicznych RP), ale w odróżnieniu od niego przez całe życie polonizował swoje nazwisko.

## Upamiętnienie
Miejsca związane z Bekiem znalazły się na Szlaku Znakomitych Zakopiańczyków otwartym w 2017.